# 80.
80. je deveto desetletje v 1. stoletju med letoma 80 in 89. 